# دانيال مارين
دانيال مارين (بالإسبانية: Daniel Marín) (1 أغسطس 1974 ببرشلونة في إسبانيا - ) هو لاعب كرة قدم إسباني في مركز الدفاع. لعب مع أتلتيكو مدريد ب وخيمناستيك طركونة وريال مايوركا ب وريال مايوركا ونادي إلتشي ونادي خيتافي ونادي لاردة ونادي غرامينيت ونادي تيراسا ‏.

## وصلات خارجية
- دانيال مارين على موقع قاعدة بيانات كرة القدم.إي يو (الإنجليزية)